# Creep (låt av Lambretta)
Creep är en låt av den svenska rockgruppen Lambretta, utgiven som den andra singeln från deras andra album Lambretta 2001. Låten skrevs av Per Aldeheim, Alexander Kronlund och Max Martin, och producerades av Aldeheim och Kronlund. Singeln blev inte en lika stor internationell hit som föregångaren "Bimbo" men lyckades i Sverige nå Trackslistans förstaplats.
Musikvideon regisserades av hiphopgruppen Infinite Mass frontfigur Amir Chamdin.

## Produktion
"Bimbo" är en poprocklåt skriven av Per Aldeheim, Alexander Kronlund och Max Martin. Produktionen sköttes av Aldeheim och Kronlund. Låten spelades in av Per Aldeheim vid The Location i Stockholm och mixades av Stefan Glaumann vid Toytown Studios i Stockholm.

## Lansering
Singeln släpptes den 10 december 2001 som 2-spårssingel och maxisingel med tre spår samt musikvideo. De två extraspåren på maxisingeln är "Bimbo" och "Sorrow" inspelade live på Valand i Göteborg.

## Låtlista
Singel
1. "Creep" – 3:50
2. "Creep" (video)

Maxisingel
1. "Creep" – 3:50
2. "Bimbo" (live) (Per Aldeheim, Alexander Kronlund, Max Martin) – 3:45
3. "Sorrow" (live) (Petter Lantz, Tomas Persic) – 3:39
4. "Creep" (video)

## Listplaceringar
| Lista (2001–02)                 | Högsta placering |
| ------------------------------- | ---------------- |
| Sverige (Sverigetopplistan)     | 10               |
| Sverige (Trackslistan)          | 1                |
| Tyskland (Media Control Charts) | 64               |
| Österrike (Ö3 Austria Top 40)   | 45               |